# L'Olimpiade
L'Olimpiade és un llibret d'òpera en tres actes de Metastasio originalment escrit per a una òpera d'Antonio Caldara de 1733. La trama de Metastasio es basa en la narrativa de El judici dels pretendents" proporcionada pel llibre 6 de Les Històries d'Heròdot. La història, ambientada a l'antiga Grècia en el moment dels Jocs Olímpics, tracta de la rivalitat amorosa i la lluita dels personatges per guanyar l'ésser estimat. La història acaba amb l'anunci de dos matrimonis.
Més de 60 compositors barrocs i clàssics varen utilitzar el llibret per posar-hi música. El primer compositor a reutilitzar el llibret va ser Antonio Vivaldi a Venècia el 1734. Va ser seguit per la famosa versió de Giovanni Battista Pergolesi de 1735 a Roma. Malgrat que inicialment la composició de Pergolesi no va tenir un èxit immediat, el nombre de posades en escena posteriors i manuscrits existents van associar de forma particular el seu nom amb aquest drama. El 1748 la versió de Baldassare Galuppi es va estrenar amb rotund èxit a Milà i l'òpera és ara considerada com la seva obra òpera seriosa més reeixida. El 1765 Thomas Arne, que encara mantenia l'esperança d'assolir l'èxit en l'òpera italiana, va convèncer els directors del King's Theatre de Londres per produir la seva pròpia configuració de l'òpera, que va resultar però ser un complet fracàs. El llibret va ser també la font d'una de les millors obres dramàtiques de Josef Mysliveček (1778, Nàpols), i també fou un èxit popular per a Antonio Sacchini a Pàdua el 1763.

## Llista de composicions notables
La següent és una llista de les òperes més notables que varen utilitzar el llibret de Metastasio en ordre cronològic d'estrena:
- Antonio Vivaldi L'Olimpiade, Venècia, Teatre Sant'Angelo, 1734
- Giovanni Battista Pergolesi L'Olimpiade, Roma, 1735
- Leonardo Leo L'Olimpiade, Nàpols, 1737
- Giuseppe Scarlatti L'Olimpiade, Lucca, 1745
- Giuseppe Scolari L'Olimpiade, Venècia, 1747
- Baldassare Galuppi L'Olimpiade, Milà, 1748
- Giovanni Battista Lampugnani L'Olimpiade, Pàdua, 1748
- Georg Christoph Wagenseil L'Olimpiade, 1749
- Davide Perez L'Olimpiade, Lisboa, 1753
- Nicola Logroscino L'Olimpiade, Roma, 1753
- Egidio Romualdo Duni L'Olimpiade, Parma, 1755
- Johann Adolf Hasse L'Olimpiade, Dresden, 1756
- Tommaso Traetta L'Olimpiade, Verona, 1758
- Niccolò Jommelli L'Olimpiade, Stuttgart, 1761
- Niccolò Piccinni L'Olimpiade, Roma, 1761
- Vincenzo Manfredini L'Olimpiade, Moscou, 1762
- Antonio Sacchini L'Olimpiade, Pàdua, 1763
- Domenico Fischietti L'Olimpiade, Praga, 1763
- Pietro Alessandro Guglielmi L'Olimpiade, Nàpols, 1763
- Florian Leopold Gassmann L'Olimpiade, Viena, 1764
- Ferdinando Bertoni L'Olimpiade, Venècia, 1765
- Thomas Arne L'Olimpiade, Londres, 1765
- Pasquale Cafaro L'Olimpiade, Nàpols, 1769
- Pasquale Anfossi Olimpiade, Londres, 26 de desembre de 1774
- Josef Mysliveček  L'Olimpiade , Nàpols, Teatre San Carlo, 4 de novembre de 1778
- Pasquale Anfossi Olimpiade, Londres, 26 de desembre de 1774
- Luigi Gatti L'Olimpiade, Salzburg, 1775
- Francesco Bianchi Olimpiade, Milà, 26 de desembre de 1781
- Johann Gottfried Schwanenberger  L'Olimpiade , Brunsvic, 1782
- Domenico Cimarosa L'Olimpiade, Vicenza, 10 jul 1784
- Giovanni Paisiello L'Olimpiade, Nàpols, Teatre San Carlo, 20 de gener de 1786
- Johann Friedrich Reichardt L'Olimpiade, Berlín, KGL, 2 d'octubre de 1791
- Gaetano Donizetti  Olimpiade, (1817, incompleta)
- Marcello Perrino L'Olimpiade any [...?][2]